# Снайдер, Кирк
Кирк Патрик Снайдер (англ. Kirk Patrick Snyder; род. 5 июня 1983 года, Лос-Анджелес, штат Калифорния, США) — американский баскетболист, выступавший в Национальной баскетбольной ассоциации. Играл на позиции атакующего защитника, лёгкого форварда и тяжёлого форварда. Был выбран на драфте НБА 2004 года в 1-м раунде под общим 16-м номером командой «Юта Джаз».

## Ранние годы
Кирк Снайдер родился 5 июня 1983 года в городе Лос-Анджелес (штат Калифорния), учился в средней школе Апленд из одноимённого города, в которой играл за местную баскетбольную команду.

## Студенческая карьера
В 2004 году Снайдер окончил Невадский университет в Рино, где в течение трёх лет играл за команду «Невада Вольф Пэк», в которой провёл успешную карьеру, набрав в итоге 1404 очка, 537 подборов, 224 передачи, 76 перехватов и 63 блок-шота. При Снайдере «Вольф Пэк» по одному разу выигрывали регулярный чемпионат и турнир конференции Western Athletic (2004), а также один раз выходили в плей-офф студенческого чемпионата США (2004).
В 2004 году «Невада Вольф Пэк» дошли до стадии 1/8 турнира NCAA (англ. Sweet Sixteen), где, 26 марта, в упорной борьбе проиграли команде Джаррета Джека и Уилла Байнама «Джорджия Тек Йеллоу Джекетс» со счётом 67—72, в котором Кирк Снайдер стал лучшим по результативности игроком своей команды, набрав 21 очко. По итогам сезона 2003/2004 годов был признан баскетболистом года конференции Western Athletic (WAC), кроме того два года подряд включался в первую сборную всех звёзд конференции Western Athletic (2003—2004).

## Профессиональная карьера
Снайдер был выбран в первом раунде под общим 16-м номером на драфте НБА 2004 года клубом «Юта Джаз». После одного сезона он был продан в «Нью-Орлеан Хорнетс» в рамках одной из крупнейших сделок в истории НБА, в которой участвовали 13 игроков и 5 команд.
Перед сезоном 2008/2009 годов Снайдер подписал контракт с китайским «Чжэцзян Ваньма Сайклонс».
Позже Снайдер присоединился к «Галифакс Рейнмен», но после трёх проведённых игр клуб отказался от него.
В марте 2011 года подписал контракт с «Нижний Новгород», но был вынужден покинуть клуб по личным обстоятельствам.

## Статистика

### Статистика в НБА
| Сезон                                                                                    | Команда    | Регулярный сезон | Регулярный сезон | Регулярный сезон | Регулярный сезон | Регулярный сезон | Регулярный сезон | Регулярный сезон | Регулярный сезон | Регулярный сезон | Регулярный сезон | Регулярный сезон | Серия плей-офф | Серия плей-офф | Серия плей-офф | Серия плей-офф | Серия плей-офф | Серия плей-офф | Серия плей-офф | Серия плей-офф | Серия плей-офф | Серия плей-офф | Серия плей-офф |
| Сезон                                                                                    | Команда    | GP               | GS               | MPG              | FG%              | 3P%              | FT%              | RPG              | APG              | SPG              | BPG              | PPG              | GP             | GS             | MPG            | FG%            | 3P%            | FT%            | RPG            | APG            | SPG            | BPG            | PPG            |
| ---------------------------------------------------------------------------------------- | ---------- | ---------------- | ---------------- | ---------------- | ---------------- | ---------------- | ---------------- | ---------------- | ---------------- | ---------------- | ---------------- | ---------------- | -------------- | -------------- | -------------- | -------------- | -------------- | -------------- | -------------- | -------------- | -------------- | -------------- | -------------- |
| 2004/05                                                                                  | Юта        | 68               | 7                | 13,3             | 37,2             | 35,3             | 66,7             | 1,8              | 0,5              | 0,4              | 0,3              | 5,0              | Не участвовал  | Не участвовал  | Не участвовал  | Не участвовал  | Не участвовал  | Не участвовал  | Не участвовал  | Не участвовал  | Не участвовал  | Не участвовал  | Не участвовал  |
| 2005/06                                                                                  | Нью-Орлеан | 68               | 45               | 19,3             | 45,3             | 35,7             | 73,5             | 2,4              | 1,5              | 0,4              | 0,3              | 8,0              | Не участвовал  | Не участвовал  | Не участвовал  | Не участвовал  | Не участвовал  | Не участвовал  | Не участвовал  | Не участвовал  | Не участвовал  | Не участвовал  | Не участвовал  |
| 2006/07                                                                                  | Хьюстон    | 39               | 1                | 14,4             | 45,2             | 25,0             | 65,3             | 2,1              | 1,0              | 0,3              | 0,3              | 4,9              | 3              | 0              | 3,1            | 33,3           | 0,0            | -              | 0,3            | 0,0            | 0,0            | 0,0            | 0,7            |
| 2007/08                                                                                  | Хьюстон    | 9                | 0                | 9,0              | 46,4             | 22,2             | 54,5             | 1,3              | 0,9              | 0,1              | 0,1              | 3,8              | Не участвовал  | Не участвовал  | Не участвовал  | Не участвовал  | Не участвовал  | Не участвовал  | Не участвовал  | Не участвовал  | Не участвовал  | Не участвовал  | Не участвовал  |
| 2007/08                                                                                  | Миннесота  | 27               | 18               | 25,2             | 51,6             | 21,4             | 75,3             | 4,2              | 2,1              | 0,7              | 0,5              | 8,4              | Не участвовал  | Не участвовал  | Не участвовал  | Не участвовал  | Не участвовал  | Не участвовал  | Не участвовал  | Не участвовал  | Не участвовал  | Не участвовал  | Не участвовал  |
|                                                                                          | Всего      | 211              | 71               | 16,8             | 43,8             | 32,7             | 69,9             | 2,3              | 1,1              | 0,4              | 0,3              | 6,3              | 3              | 0              | 3,1            | 33,3           | 0,0            | -              | 0,3            | 0,0            | 0,0            | 0,0            | 0,7            |
| Наведите курсор мыши на аббревиатуры в заголовке таблицы, чтобы прочесть их расшифровку. |            |                  |                  |                  |                  |                  |                  |                  |                  |                  |                  |                  |                |                |                |                |                |                |                |                |                |                |                |

### Статистика в колледже
| Сезон                                                                                   | Команда | GP | GS | MPG  | FG%  | 3P%  | FT%  | RPG | APG | SPG | BPG | PPG  |  |
| --------------------------------------------------------------------------------------- | ------- | -- | -- | ---- | ---- | ---- | ---- | --- | --- | --- | --- | ---- |  |
| 2001/02                                                                                 | Невада  |    |    |      |      |      |      |     |     |     |     |      |  |
| 2002/03                                                                                 | Невада  | 32 | 30 | 31,6 | 44,5 | 26,8 | 63,8 | 8,1 | 2,5 | 0,9 | 0,8 | 16,3 |  |
| 2003/04                                                                                 | Невада  | 34 | 33 | 31,7 | 43,2 | 34,8 | 73,1 | 5,7 | 3,4 | 1,0 | 0,6 | 18,8 |  |
|                                                                                         | Всего   | 66 | 63 | 31,7 | 43,8 | 31,3 | 69,1 | 6,9 | 3,0 | 1,0 | 0,7 | 17,6 |  |
| Наведите курсор мыши на аббревиатуры в заголовке таблицы, чтобы прочесть их расшифровку |         |    |    |      |      |      |      |     |     |     |     |      |  |